# The Blue Angels
The Blue Angels es una serie de televisión de 1960-1961 estadounidense sobre los Blue Angels de las Armada de los Estados Unidos. El programa protagonizado por Dennis Cross como Comandante Arthur Richards, jefe de un escuadrón de cuatro hombres que viaja por el país para hacer exhibiciones aéreas. Don Gordon protagonizó como Teniente Hank Bertelli, Michael Galloway como Teniente Russ MacDonald, Morgan Jones como Comandante Donovan, Warner Jones como Capitán Wilbur Scott, Robert Knapp como tripulante Zeke Powers, y Ross Elliott como tripulante Cort Ryker. Simeon G. Gallu, Jr., produjo la serie.
Burt Reynolds apareció dos veces ("Fire Flight" and "Powder Puff Mechanic") como Chuck Corman, y William Bryant interpretó dos veces el papel de Charlie Robinson en "Sierra Survival" y "The Diamond Goes to War". Seleccionados episodios de Blue Angels y estrellas invitadas incluyen: "Angel on Trial", el estreno de la serie, "The Jarheads" (con Ed Nelson como un instructor de vuelo engreído llamado Teniente Dayl Martin), "Fire Flight" con Burt Reynolds y Dickie Jones, "Tiger Blood" (Judy Lewis como una novia del Teniente MacDonald que tiene problemas con su hermano), "Carrier Test" (Eddie Foy, III, como  Jimmy Wallace), "Don't Scream at a Jet" (Stephen Talbot y Will Wright), "Sierra Survival" (William Bryant), "Alien Entry" (Don Haggerty como Joe Wine), "The Duster" (Bing Russell), "The Blue Leaders" (Ernest Borgnine), "The Sticking Season" (Barbara Stuart).
The Blue Angels fue emitido por California National Productions.